# Madagaskarboaormar
Madagaskarboaormar (Acrantophis) är ett släkte av ormar. Acrantophis ingår i familjen boaormar (Boidae).
Arterna är med en längd av 2,5 till 3,2 meter stora ormar. De förekommer på Madagaskar.
Habitatet varierar mellan regnskogar, andra skogar, gräsmarker och odlingsmark. Dessa ormar jagar olika däggdjur och fåglar, inklusive husdjur och höns. Honor lägger inga ägg utan föder levande ungar.
Arter enligt Catalogue of Life:
- Dumerils boa (Acrantophis dumerili)
- Madagaskarboa (Acrantophis madagascariensis)